# Sicherheitspolizei
A Sicherheitspolizei (röviden SiPo) a náci Németország biztonsági rendőrsége volt. A szervezetet 1936-ban hozták létre a Gestapo és a Kriminalpolizei (Kripo) egyes részeinek összeolvasztásából, majd 1939-ben az ország elnyomó apparátusait ellenőrző RSHA-ba olvasztották. A SiPo maradványait 1945-ben, az RSHA-val együtt számolták fel.

## Története
A Sicherheitspolizei elődje az 1919-ben felállított Sicherheitswehr volt, mely a német védelmi minisztérium, a Reichswehr fennhatóságába tartozott. A Sicherheitswehr egy militarizált biztonsági rendőrség volt, melyet zavargások és sztrájkok idején vetettek be (mivel tagjai zöld egyenruhát viseltek, hamarosan a „zöld rendőrség” becenevet ragasztották rájuk).
Hitler hatalomra jutása után Heinrich Himmlert és Reinhard Heydrichet bízta meg a kaotikus rendvédelmi rendszer átszervezésével. Himmler és Heydrich a rendvédelmi szerveket teljes egészében az SS hatáskörébe vonták, ezzel kivonva a belügyminisztérium hatásköréből, elérve, hogy személyesen Hitlernek tartozzanak engedelmességgel. Heydrich teljes egészében átszervezte a biztonsági szolgálatokat, 1932-ben létrehozva a Sicherheitsdienst (SD) hírszerző szolgálatot, majd 1936-ban a Sicherheitsdienst biztonsági rendőrséget, mely - az ugyancsak ekkor létrehozott - Ordnungspolizeitól, a birodalmi rendőrségtől teljesen függetlenül tevékenykedett. 
1939-ben, a náci Németország elnyomó szervezeteit egyesítő RSHA létrehozása után, a SiPo önálló szervezetként megszűnt létezni, de a későbbiekben is használták ezt a kifejezést a RSHA egyes alosztályaira. 